# Fritz Diez
Fritz Diez (27. února 1901 Meiningen – 19. října 1979 Výmar) byl německý herec, producent, režisér a divadelní manažer.

## Biografie

### Raný život
Diezova matka byla služka a sama vychovávala své tři děti. Aby uživil rodinu, začal Diez pracovat v devíti letech. V sedmé třídě se objevil ve své třídní inscenaci Viléma Tella. V roce 1920, poté, co nastoupil do Meiningenského vévodského divadla v roli supernumerárního herce, Diez opustil práci elektrikářského učedníka a začal navštěvovat herecké kurzy na Meiningenskou školu dramatických umění. Od té doby se věnoval profesionálnímu herectví a vystupoval na jevištích divadel ve Flensburgu, Hanau, Baden-Badenu, Würzburgu a Chebu. Během vystoupení v divadle v Eisenachu se seznámil se svou budoucí manželkou, herečkou Marthou Beschortovou. Vzali se v roce 1923.

### Exil
Ráno 28. února 1933, den po požáru Říšského sněmu, provedlo gestapo razii v Diezově domě. Dne 6. března, bezprostředně po volbách, byl propuštěn z práce, jako komunista. Během roku 1935 musel Diez – ze strachu z výslechu gestapem – emigrovat z Německa. S manželkou odcestoval do Švýcarska, kde pracoval v divadle v St. Gallenu. Diez se zapojil do komunistických a antifašistických kruhů německých exulantů, které se v zemi formovaly. V roce 1943 se připojil ke švýcarské pobočce Národního výboru pro svobodné Německo.

### Německá demokratická republika
Diez se v roce 1946 vrátil do  Meiningenu. Pracoval v městském divadle, nejprve jako herec a později jako režisér a umělecký šéf. V roce 1947 byl jmenován jeho ředitelem. V roce 1952 debutoval na plátně ve filmu DEFA Schatten über den Inseln. Do konce své kariéry se objevil v asi dvaceti filmech a také v několika televizních produkcích.
V roce 1954 Diez opustil Meiningen, zůstal čestným členem divadla a místo toho se ujal funkce ředitele Národního divadla v Halle. V roce 1958 nastoupil do Drážďanského divadla jako herec a režisér. V 60. letech 20. století hrál a režíroval hry ve Volksbühne a v Deutsches Theater. Byl také členem Německé shakespearovské společnosti.
Postavu Hitlera, kterou poprvé ztvárnil v Meiningenském divadle v roce 1947, Diez popsal jako „nevděčnou roli, která ho, zdálo se, neustále pronásledovala“. Tuto postavu hrál na plátně i v televizi v deseti různých inscenacích – mezi nimi Ernst Thälmann – Führer seiner Klasse (1955), Já, spravedlnost, Zmrzlé záblesky (obě 1967), Osvobození (1970–1971), Sedmnáct okamžiků jara (1973), Míř (1974) a Vojáci svobody (1977). Dilara Ozerovová – manželka Jurije Ozerova, režiséra filmu Osvobození – tvrdila, že Diez se zdráhal přijmout pozvání ztvárnit Hitlera ve filmové sérii jejího manžela, protože se obával stereotypního obsazení, ale musel to přijmout jako „stranický úkol“.